# Sørup Kirke (Sydslesvig)
 For alternative betydninger, se Sørup Kirke. (Se også artikler, som begynder med Sørup Kirke)
Sørup Kirke er en kirke beliggende i landsbyen Sørup i det centrale Angel i Sydslesvig i den nordtyske delstat Slesvig-Holsten. Kirken er sognekirke i Sørup Sogn.

## Beskrivelse
Kirken er opført i romansk stil af kvadersten (tilhugne kampesten) i 1100-tallet. Byggeherre var muligvis Valdemar den Store, der også byggede Dannevirkes valdemarsmur. Det kan ikke udelukkes, at såvel kirken i Sørup som flere af omegnens øvrige kvaderstenkirker er bygget af samme person, der også udførte byggearbejder på Slesvig Domkirke. Kirken er viet til Jomfru Maria.
Den enskibede kirke består af en romansk apsis med rundbueblændinger, et kort indtrukket kor med spir og et skib med forlængelse mod vest samt et sengotisk 57 m højt tårn i vest. Tårnet fra ligeledes opført af kvadersten. Det halvrunde våbenhus ved sydsiden er fra omkring 1830. 1710 fik koret et tagrytter. Apsis er delt i fem arkader, som hviler hver på fire halvsøjler med terningkapitæler og fodstykker på en profileret sokkel. Over indgangen ved nordsiden er der et tympanon med Kristus mellem Peter og Paulus, som han overrækker henholdigvis nøgler og en skriftrulle. Samme motiv findes ved Slesvig Domkirkens petersportal. På den forreste søjlefod til højre ses Samson og løven.
Kirkens pokalformede døbefont fra 1200-tallet er af gotlandsk kalksten. Døbefontens relieffer gengiver scener fra Jesu liv (de hellige tre konger, barnemordet i Betlehem, arrestationen i Getsemane og Jesu korsfæstelse) samt Peter og Paulus, en hornet djævlefigur og en løve. Den barokke prædikestol med lydhimmel og timeglas er fra 1663. korbuekrucifikset (triumfkors) er fra 1300-tallet. Pulpituret med illustrationer fra Jesu liv er fra 1768, det blev forlænget i 1909.
Ifølge et lokalt folkesagn et kirkens nordside bygget bedre end sydsiden. Mens sydsiden blev bygget af kirkes bygmester Arkel, blev nordsiden bygget af hans svend Spang. En aften dræbte Arkel Spang ved Sørup Mølle, hvor de boede, fordi mesteren ikke kunne holde ud, at Spang var bedre end han selv. Broen ved gerningsstedet kaldes siden den Arkelspang.
I den danske periode indtil den 2. Slesvigske krig var kirkesproget i Sørup blandet dansk-tysk. Menigheden hører i dag under den lutherske nordtyske kirke.

## Billeder
- Døbefonden med fremstilling af Barnemordet i Betlehem
- Apsis
- Tympanon over nordportalen med Kristus, Peter og Paulus
- Samson ved nordportalen